# 813 (powieść)
813 – powieść autorstwa Maurice’a Leblanca opisująca przygody Arsène’a Lupin. W przeciwieństwie do poprzednich powieści o Arsènie Lupin, które były publikowane w odcinkach w „Je sais tout”, to zostało opublikowane w gazecie „Le Journal”. Oryginalna powieść została wydana w jednym 500-stronicowym tomie. Na podstawie powieści powstał w 1980 roku francuski miniserial Arsène Lupin joue et perd, film niemy z 1920 roku pod reżyserią Charlesa Christie i Scotta Sidney, a także japoński film niemy z 1923 roku pod reżyserią Kenjiego Mizoguchi.
W Polsce powieść została wydana w dwóch częściach. Ukazały się one w serii Klasyka Kryminału (Biblioteka Bluszcza), w cyklu Arsène Lupin (tom: 4 i 5). W nowym tłumaczeniu została wydana ponownie w 2022, jednotomowo.

## Rozdziały
Powieść w oryginale składa się z następujących rozdziałów:
Première Partie - La double vie d’Arsène Lupin
- Chapitre 1 - Le massacre
- Chapitre 2 - M. Lenormand commence ses opérations
- Chapitre 3 - Le Prince Sernine à l’ouvrage
- Chapitre 4 - M. Lenormand à l’ouvrage
- Chapitre 5 - M. Lenormand succombe
- Chapitre 6 - Parbury–Ribeira–Altenheim
- Chapitre 7 - La Redingote Olive

Deuxieme Partie - Les trois crimes d’Arsène Lupin
- Chapitre 1 - Santé-Palace
- Chapitre 2 - Une page de l’histoire moderne
- Chapitre 3 - La grande combinaison de Lupin
- Chapitre 4 - Charlemagne
- Chapitre 5 - Les lettres de l’empereur
- Chapitre 6 - Les sept bandits
- Chapitre 7 - L’homme noir
- Chapitre 8 - La carte de l’Europe
- Chapitre 9 - La tueuse

Épilogue